# 土佐国分寺

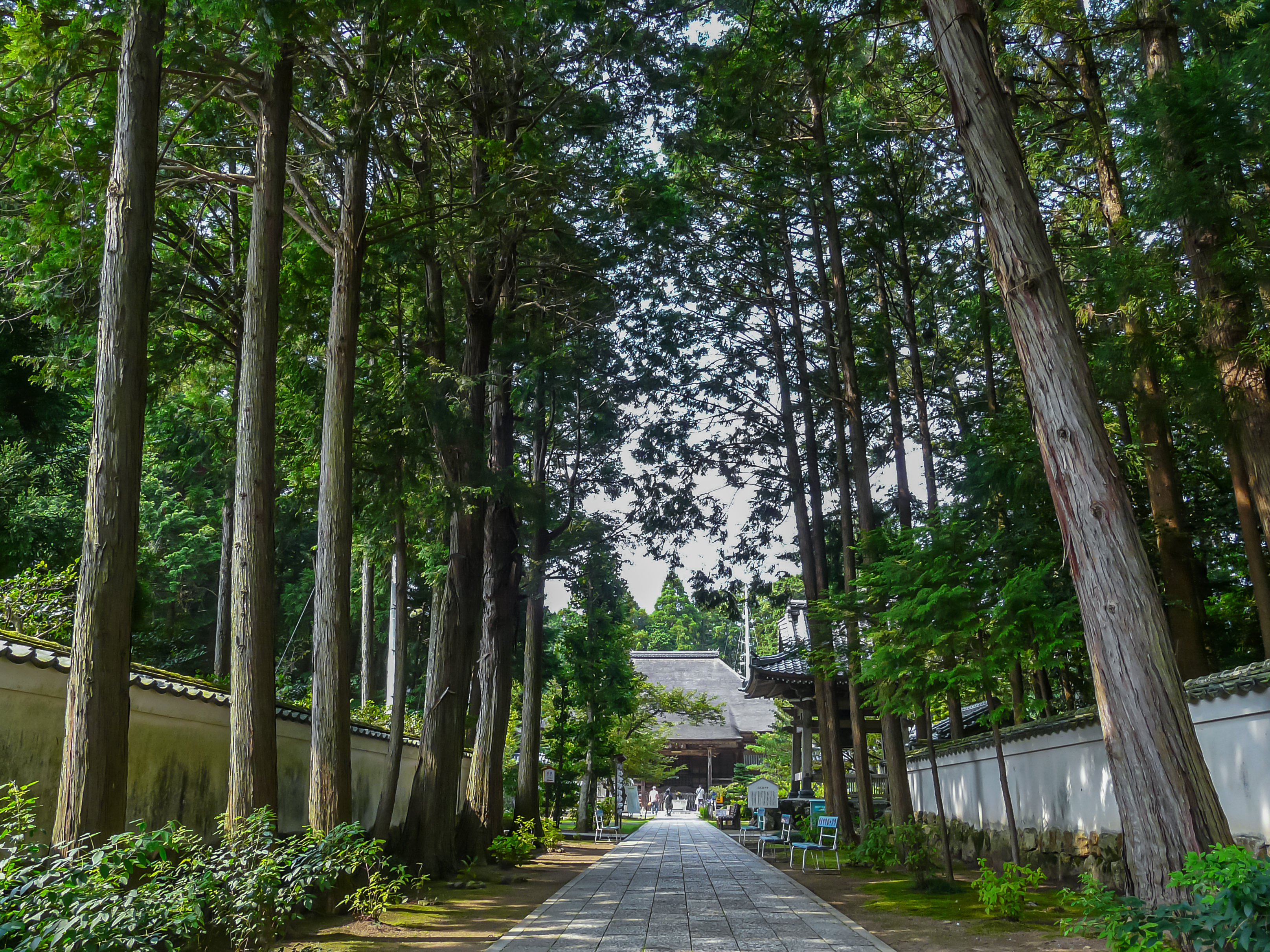
仁王門からの参道

土佐国分寺（とさ こくぶんじ）は高知県南国市にある真言宗智山派の寺院。摩尼山（まにざん）、宝蔵院（ほうぞういん）と号す。本尊は千手観世音菩薩。四国八十八箇所二十九番札所。札所寺院としては単に国分寺と称するのが通例である。国の史跡に指定されている。
- 本尊真言：おん ばさら たらま きりく
- ご詠歌：国を分け宝を積みて建つ寺の　末の世迄（まで）の利益（りやく）残せり

## 歴史
聖武天皇が発した「国分寺建立の詔」により全国に建立された国分寺（金光明四天王護国之寺）の一つである。当寺は寺伝によれば天平13年（741年）に行基が千手観世音菩薩を刻み本尊として安置し開創したとされる。その後弘仁6年（815年）空海（弘法大師）が毘沙門天を刻んで奥の院に安置、また、星供の秘法を修めたことから、当寺は星供の根本道場となり、大師像は「星供大師」と呼ばれている。そして、その頃真言宗の寺院となったという。史実としては、『続日本紀』に天平勝宝8歳（756年）、土佐を含む26か国の国分寺に仏具等を下賜したことがみえるため、この年以前には創建されていたとみられる。
国分寺周辺は古代から中世まで土佐国の国府の所在地であり、「土佐日記」の作者紀貫之も国司として4年間当地に滞在した。国府の中心である国庁は国分寺から徒歩15分の位置にあり、かつてその近くにあった土佐国総社は現在当寺境内に移されている。
寺はたびたび兵火に遭ったが、永禄元年（1558年）には長宗我部国親、元親によって金堂が再建。明暦元年（1655年）に土佐藩2代藩主山内忠義が山門を寄進した。大正11年（1922年）に境内全域が国の史跡に指定されている。

## 境内
- 山門 - 入母屋造楼門、金剛力士（仁王）像を安置。明暦元年（1655年）建立。
- 金堂（本堂） -  国の重要文化財。永禄元年（1558年）に、長宗我部元親が再建[1]。2014年屋根が葺替えられた。
- 大師堂 - 寛永11年（1634年）建立。1960年の修理で杮葺きから銅板葺きに改める。2020年に弘法大師諡号贈1100年記念で、毎月21日に厨子が開扉された。
- 開山堂 - 行基を祀る。建立年不明、嘉永2年（1849年）改築、2024年1月改築。
- 鐘楼 - 建立年不明 寛永11年（1634年）最初の改築
- 酒断地蔵尊
- 中門
- 光明殿 - 平成7年（1995年）11月竣工。正面が回向堂で阿弥陀如来が鎮座、右側が祈願堂で不動明王が立つ。
- 客殿 - 昭和53年（1978年）2月竣工。慶安3年（1650年）に山内忠義によって閣殿として建立された建物を取り壊して建立。
- 庭園 - 創建当時の塔心礎を主石とする杉苔の庭園。
- 句碑・歌碑 - 中門を入ると左に高木晴子「来し方を行く方を草朧かな」、次に、朝吹磯子「国分寺の薬師如来は千年の ゑまひゆたかにたゝせたまへり」、その先右に、高浜年尾「お遍路の静かに去って行く桜」がある。左に曲がって左に、稲畑汀子「晴れてゆく早さに梅の匂い立つ」がある[2]。山門左の駐車場の山門側に国分梵鐘会の21句碑がある。

山門をくぐって進んでいくと右側に手水場、鐘楼が、左手に開山堂がある。正面奥に本堂が建ち、その左に大師堂がある。この前に酒断地蔵がある。鐘楼の先を右に入ると中門があり、突き当りに光明殿、左に庫裏・納経所がある。
- 宿坊：なし
- 駐車場：45台、大型7台。無料。
- お寺カフェ：9時 - 16時半、抹茶セット500円、拝観500円（行事等での臨時休業あり）

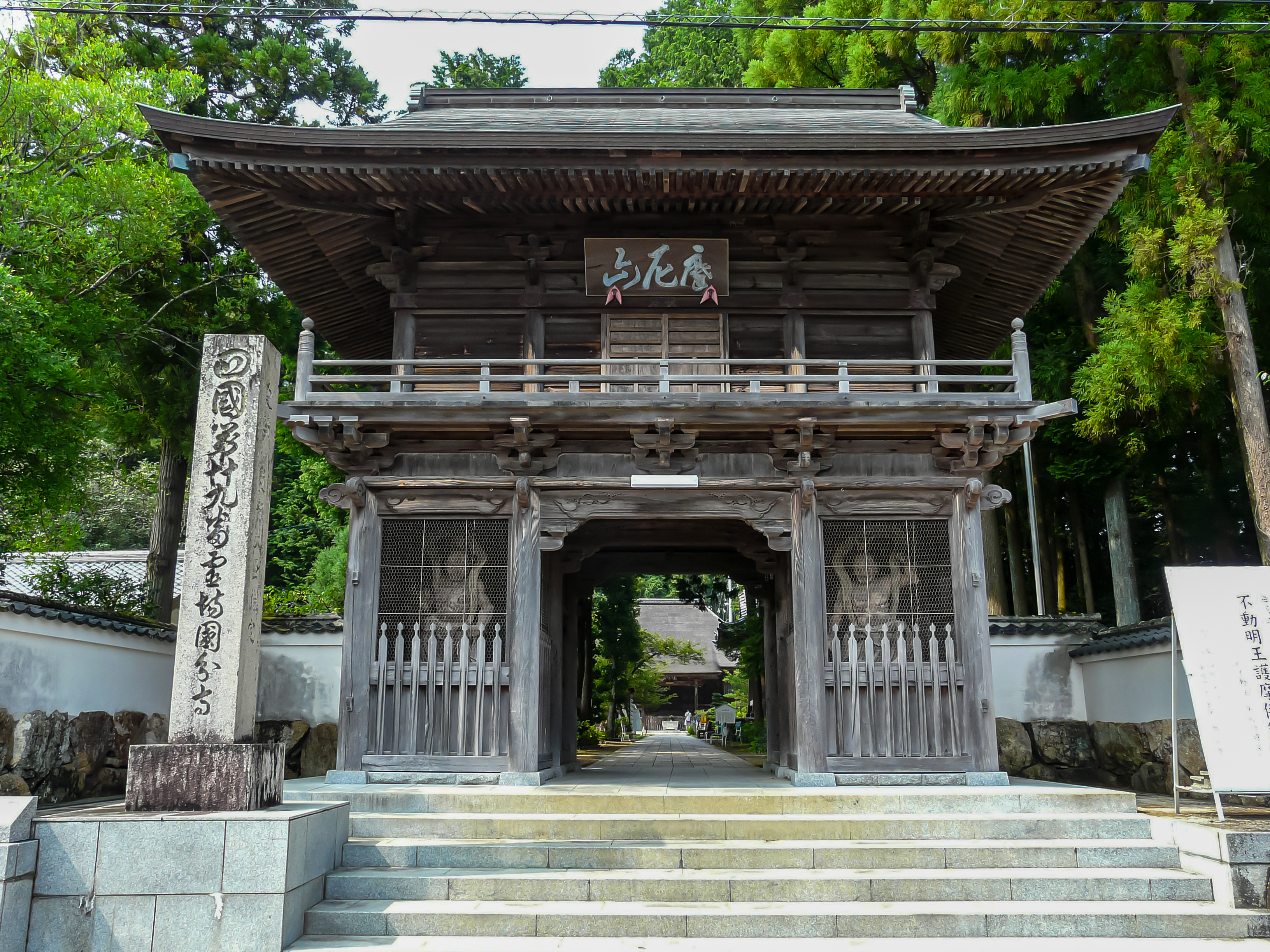
山門
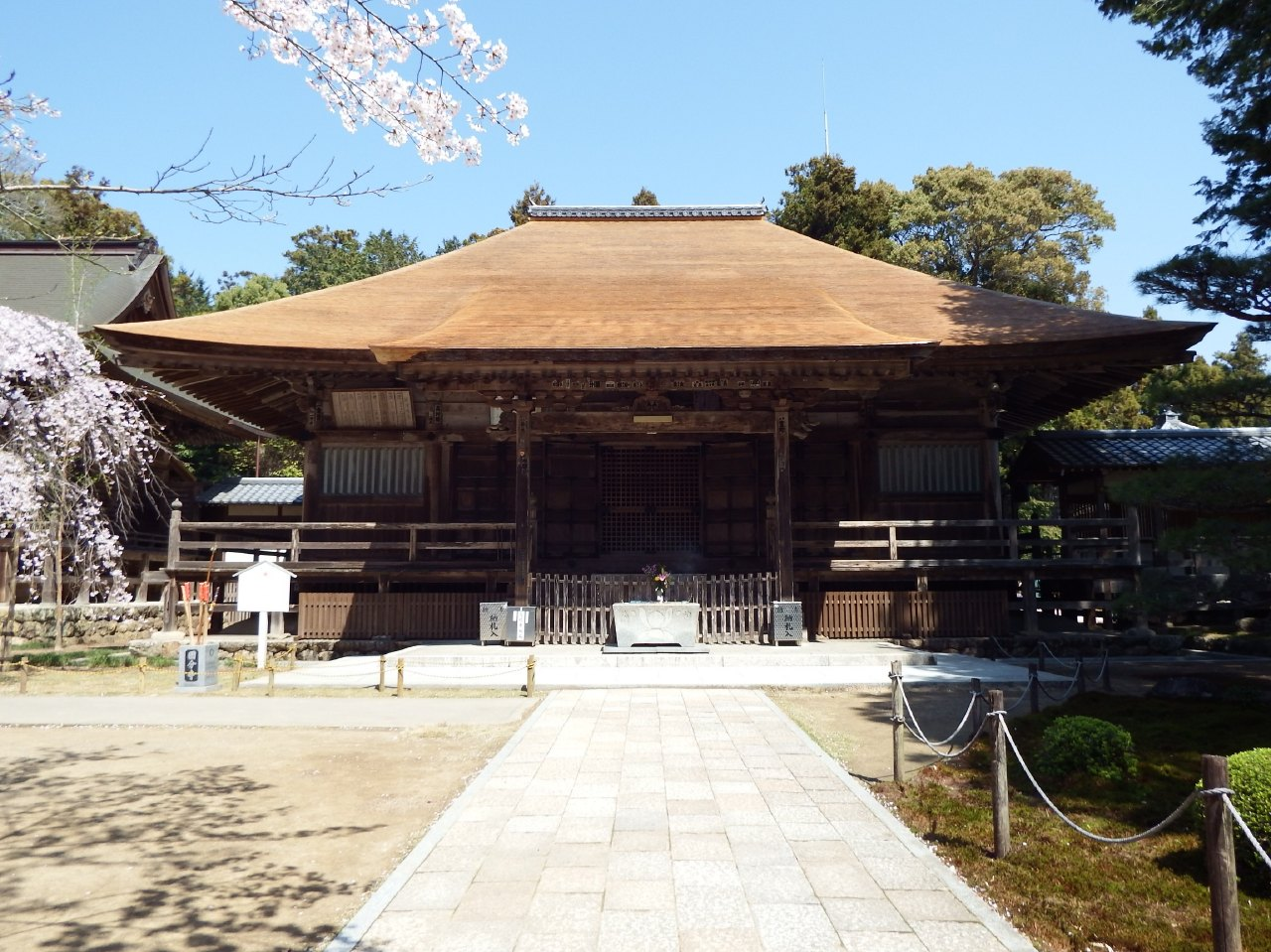
本堂
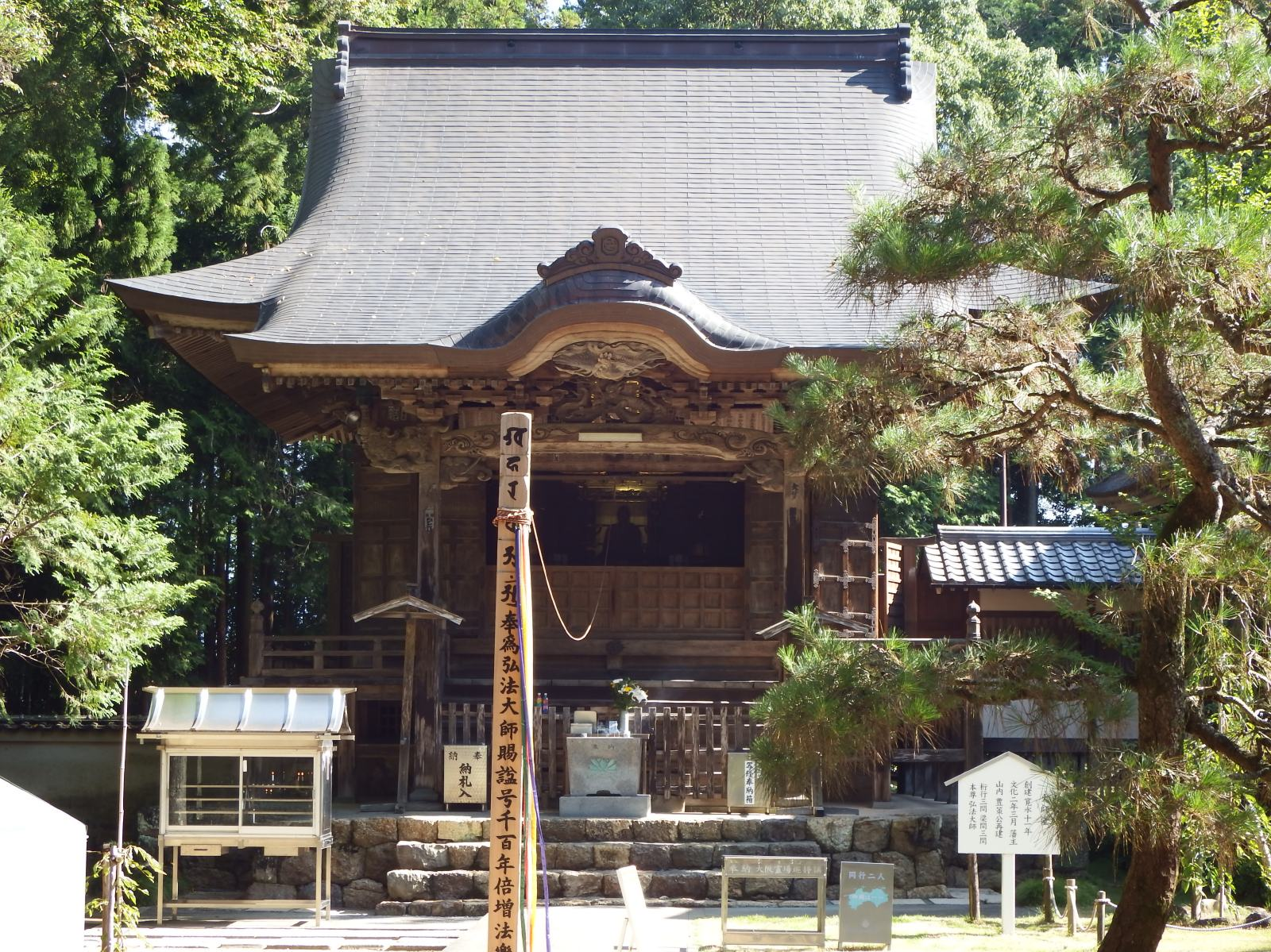
大師堂
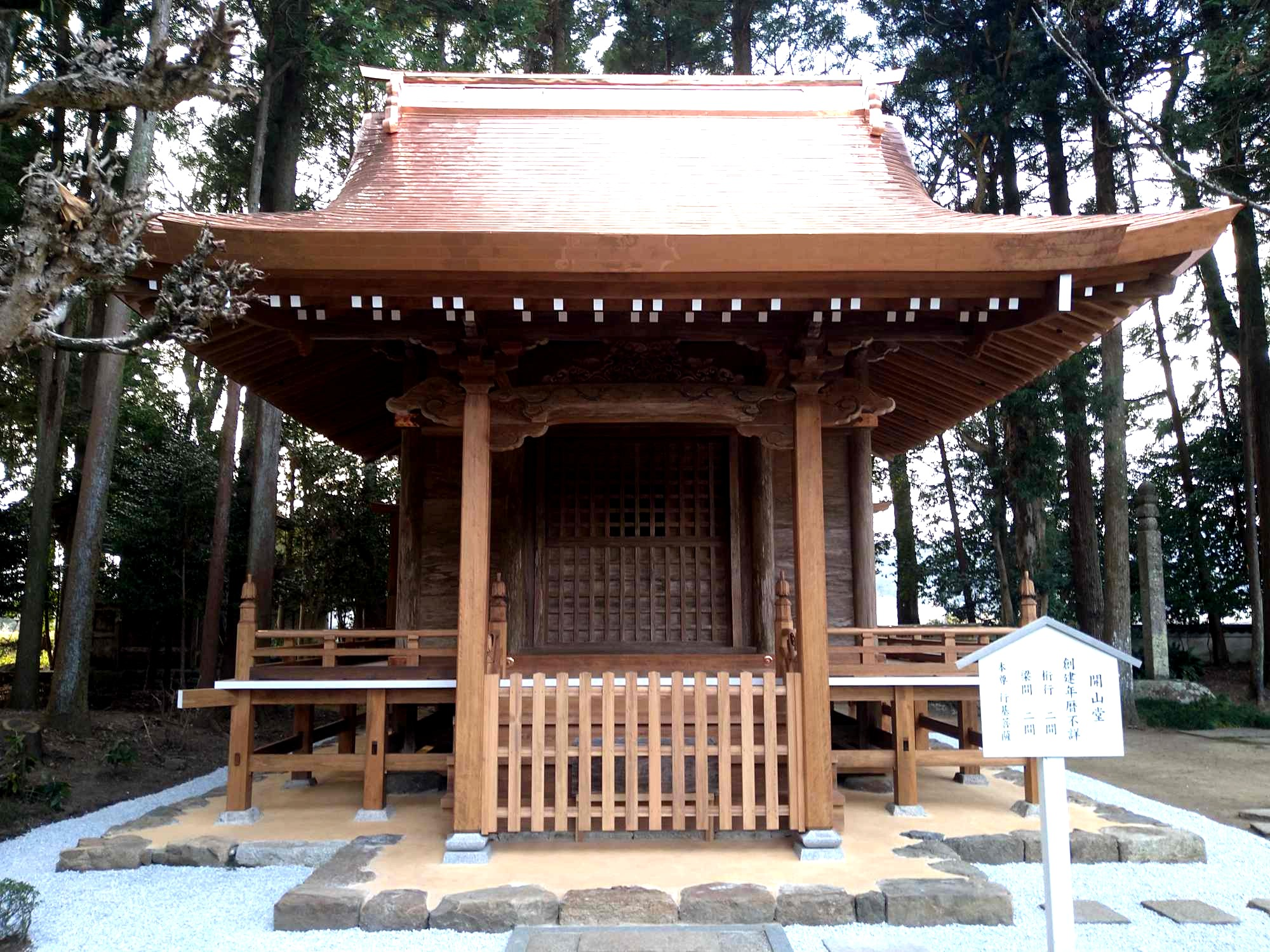
開山堂
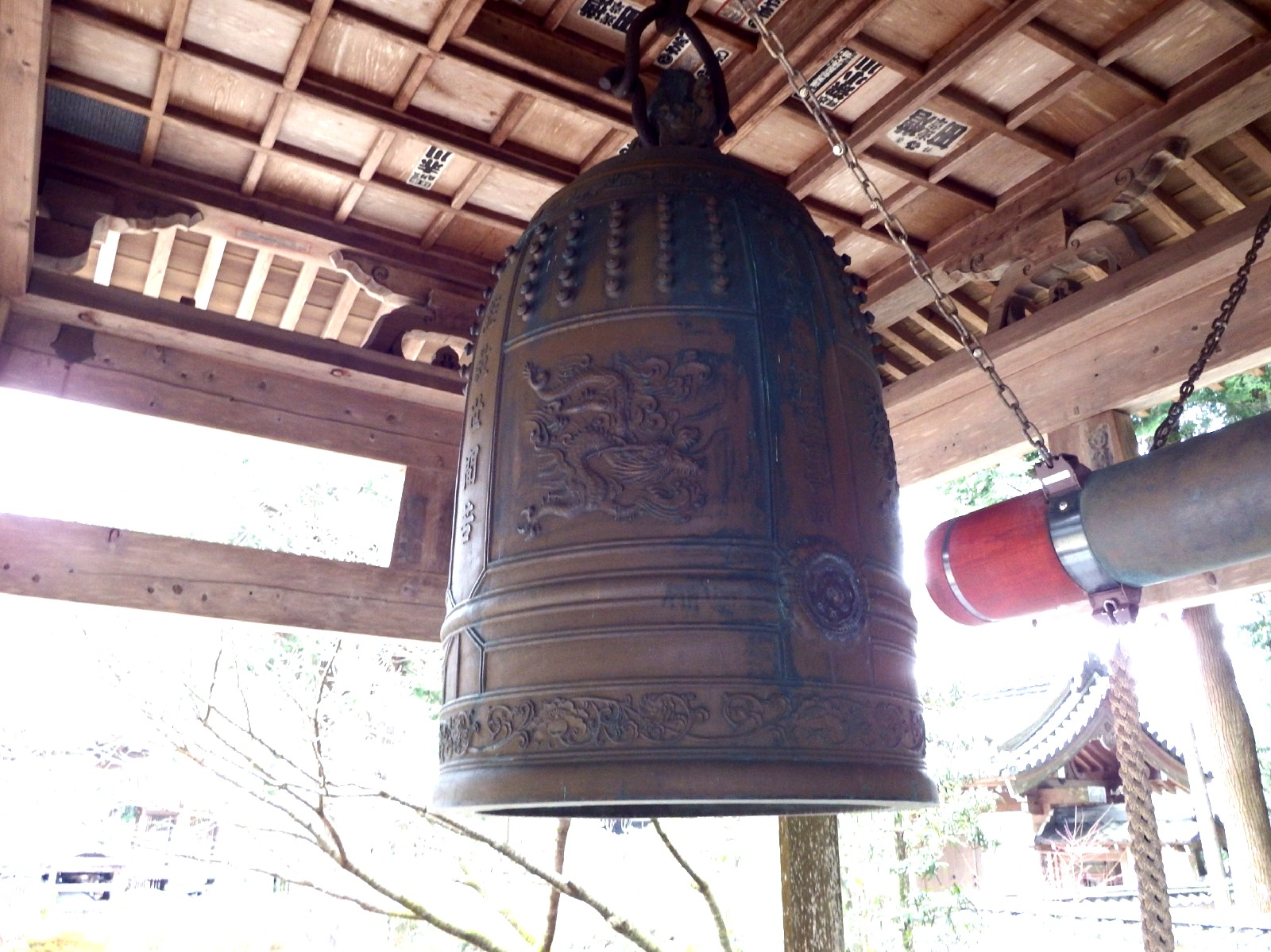
梵鐘
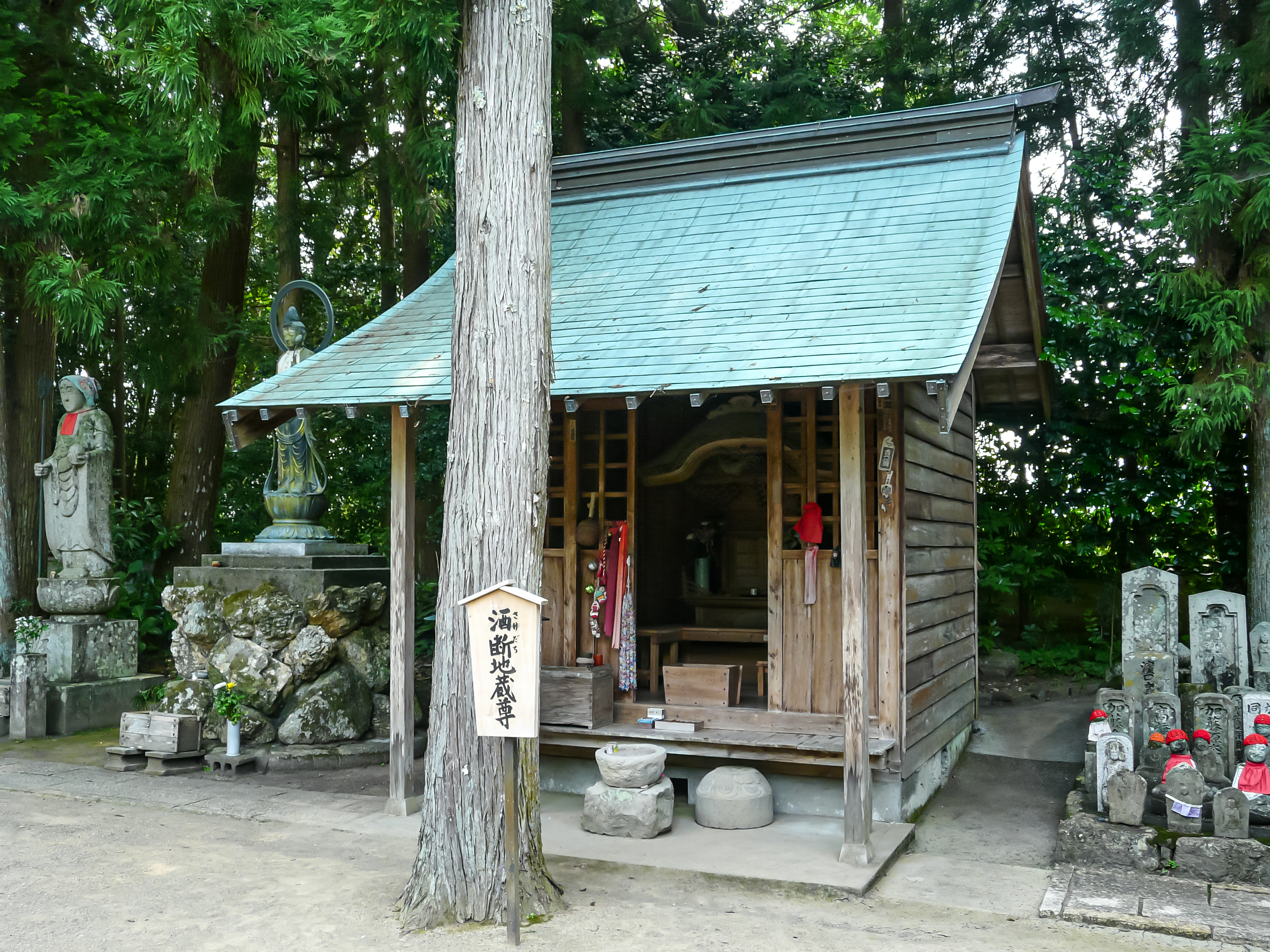
酒断地蔵尊
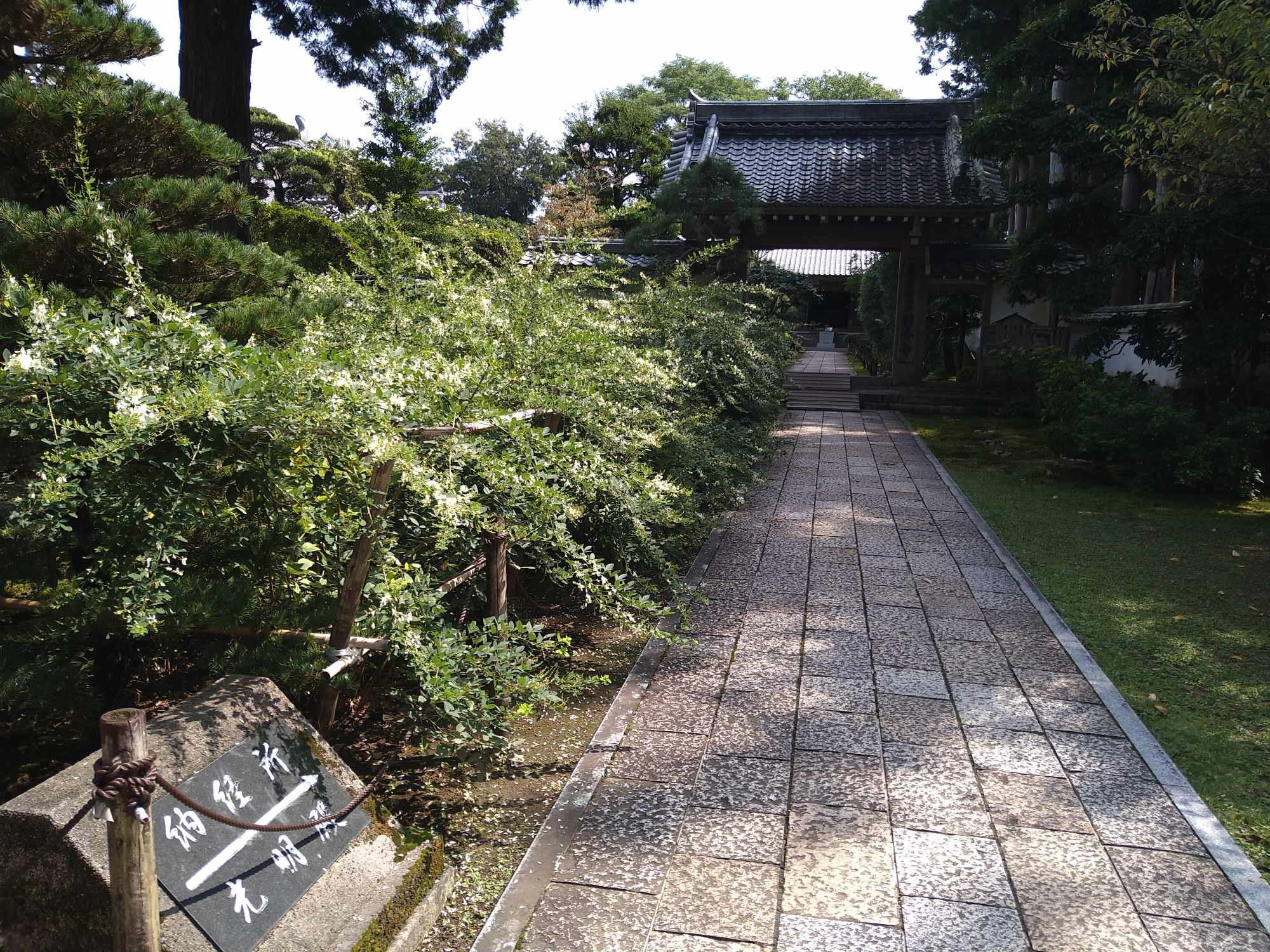
秋は萩の花
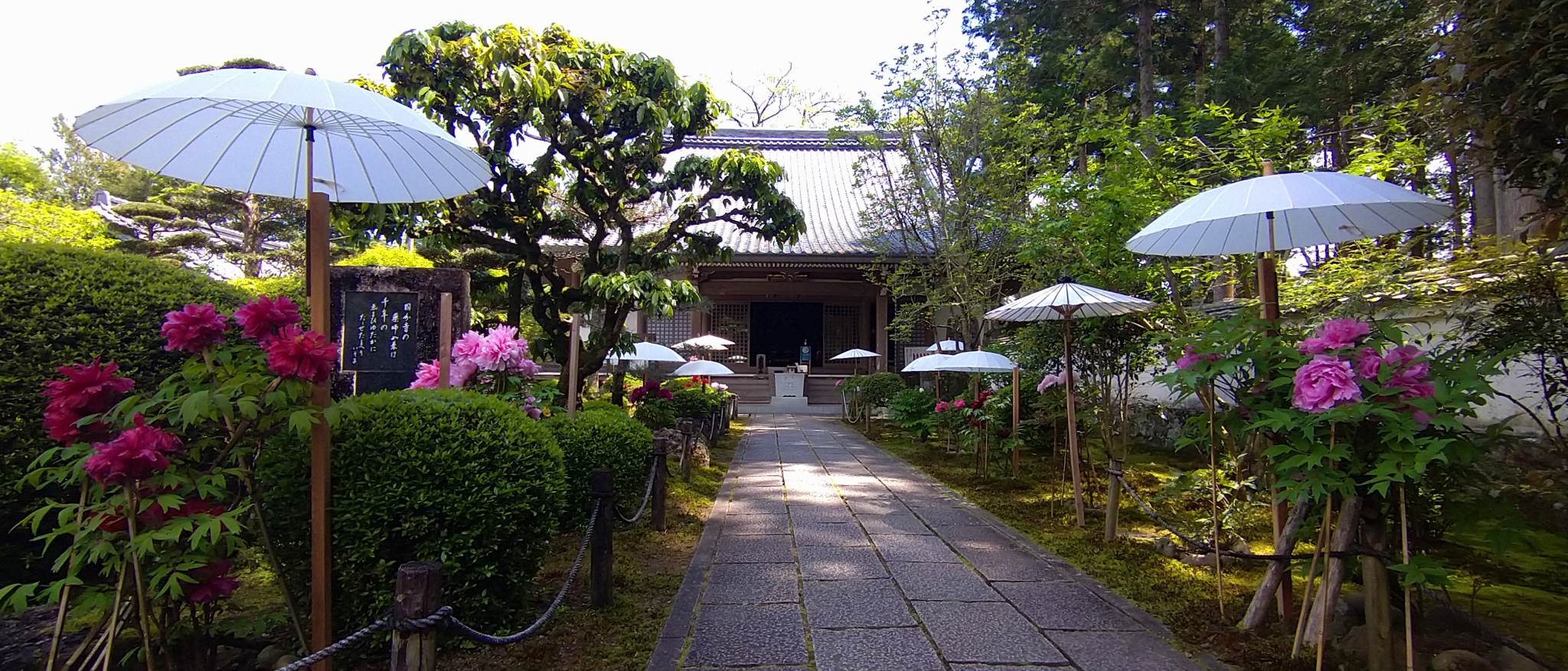
春は牡丹

## 文化財
重要文化財（国指定）
- 金堂（本堂） - 1904年（明治37年）8月29日指定[3]。

永禄元年（1558年）に再建。杮茸、寄棟造、円柱の柱、和洋の三斗組の組物、海老虹梁、吹寄せ垂木が、創建時の雰囲気を伝える。
- 木造薬師如来立像 - 明治44年（1911年）4月17日指定[4]。

平安時代中期作、像高99.6 cm、檜材一木彫。
- 木造薬師如来立像 - 大正2年（1993年）8月20日指定[5]。

鎌倉時代作、像高35.1 cm、寄木造、漆箔、玉眼、光背に応永23年（1416年）修理銘がある。
- 梵鐘 - 昭和31年（1956年）6月28日指定[6]。

平安時代前期作、高知県では最古の梵鐘である。口径：47.2 cm、高さ：80.6 cm、重量225 kg。
史跡（国指定）
- 土佐国分寺跡 - 大正11年（1922年）10月12日指定[8]。

奈良時代創建の国分僧寺跡で、寺院跡周辺には寺域の境界となる土塁や基壇状の土壇が残り、布目瓦、土器片などがあったことから史跡に指定された。昭和62年（1987年）以降に、4次の発掘調査が行われた。その結果、現在に残る土塁の4分の3は近現代の盛土であったが、その下から土塁状段状地形と遺構が検出され、創建当時の寺域は方500 尺（約21,775 平方メートル）であたと判明する。現・金堂のが建つ場所には、創建当時にも金堂が存在し、7間×4間または5間×4間の規模であったと推定された。また金堂北部には掘立柱の僧房跡が見つかっている。
高知県指定保護有形文化財
- 本堂の厨子・須弥壇 - 平成9年（1997年）5月6日指定[10]。
- 絹本著色両界曼陀羅 - 室町時代作、平成9年（1997年）5月6日指定[11]。

南国市指定有形文化財

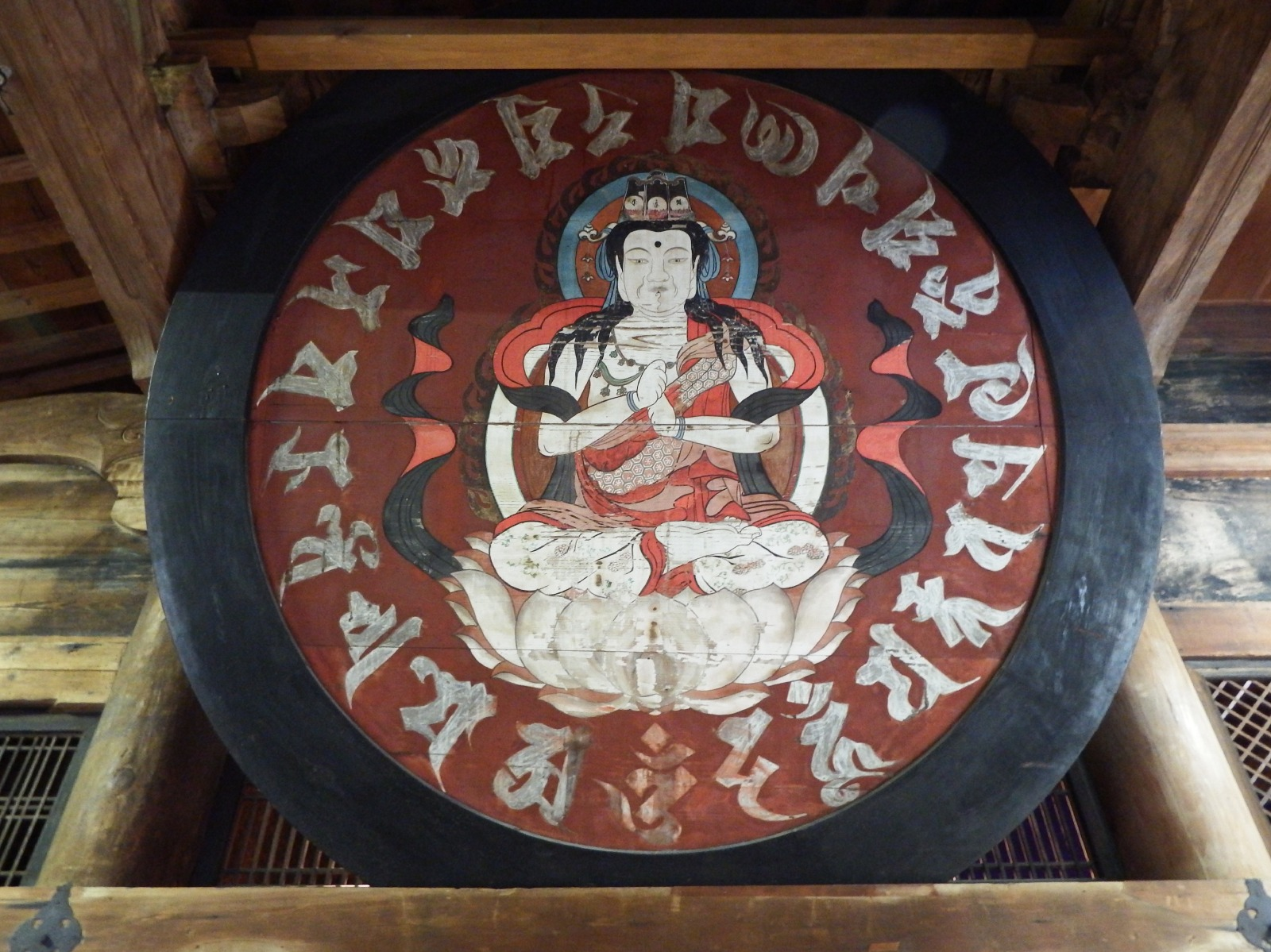
板絵金剛界光明真言曼荼羅

- 板絵両界光明真言曼荼羅 2枚 - 平成9年（1997年）2月19日指定。
- 海獣葡萄鏡・常滑焼甕 2個 - 平成18年（2006年）2月21日指定、県立歴史民俗資料館に寄託。

## 年中行事
- 十七夜祭・国分寺大祭（2月）
- 別院大聖寺大祭（11月）

## 交通アクセス
鉄道
- 四国旅客鉄道（JR四国） 土讃線 – 後免駅下車 (3.0 km)

バス
- 南国市コミュニティバス「国分寺通」下車 (0.5 km)

道路
- 一般道：高知県道45号 南国インター線 国分寺通り (0.5 km)、国道32号線 国分通り (1.2 km)
- 自動車道：高知自動車道 南国IC (2.6 km)

## 奥の院
毘沙門堂
弘仁6年（815年）頃、空海は当地大津を巡錫中、滝の音に導かれ滝で身を清めた後に国分寺を訪れた。その折、毘沙門天像を刻み安置したので奥之院滝本寺と呼ばれるようになった。時代は下って、天正7年（1579年）長宗我部元親と嫡男信親によって毘沙門堂は再興され栄えたが、長曾我部滅亡後は滝本寺も退転し湖底深く沈む。しかし、毘沙門堂は残存し、土佐一宮塔中の管理になった後、現在の堂宇は火災で焼失後の安政3年（1856年）再建されたものである。
昔をしのぶ草取り歌として「滝本は外からみれば小寺なり 入り入りみれば名所大寺」とあり、元親が「滝納涼」と題した歌を蜷川道標に命じたところ「滝の糸いざ結ばんと立ちよれば 空さえさえて雪ぞ降りける」と詠んだ。なお、滝の途中の大きな窪みは「龍の駒の足跡」と名付けられている。
- 所在地：高知県南国市岡豊町 （毘沙門堂）
- 本尊：毘沙門天
- 毘沙門の滝：落差30 m、南国市指定名勝、1967年（昭和41年）8月26日指定。

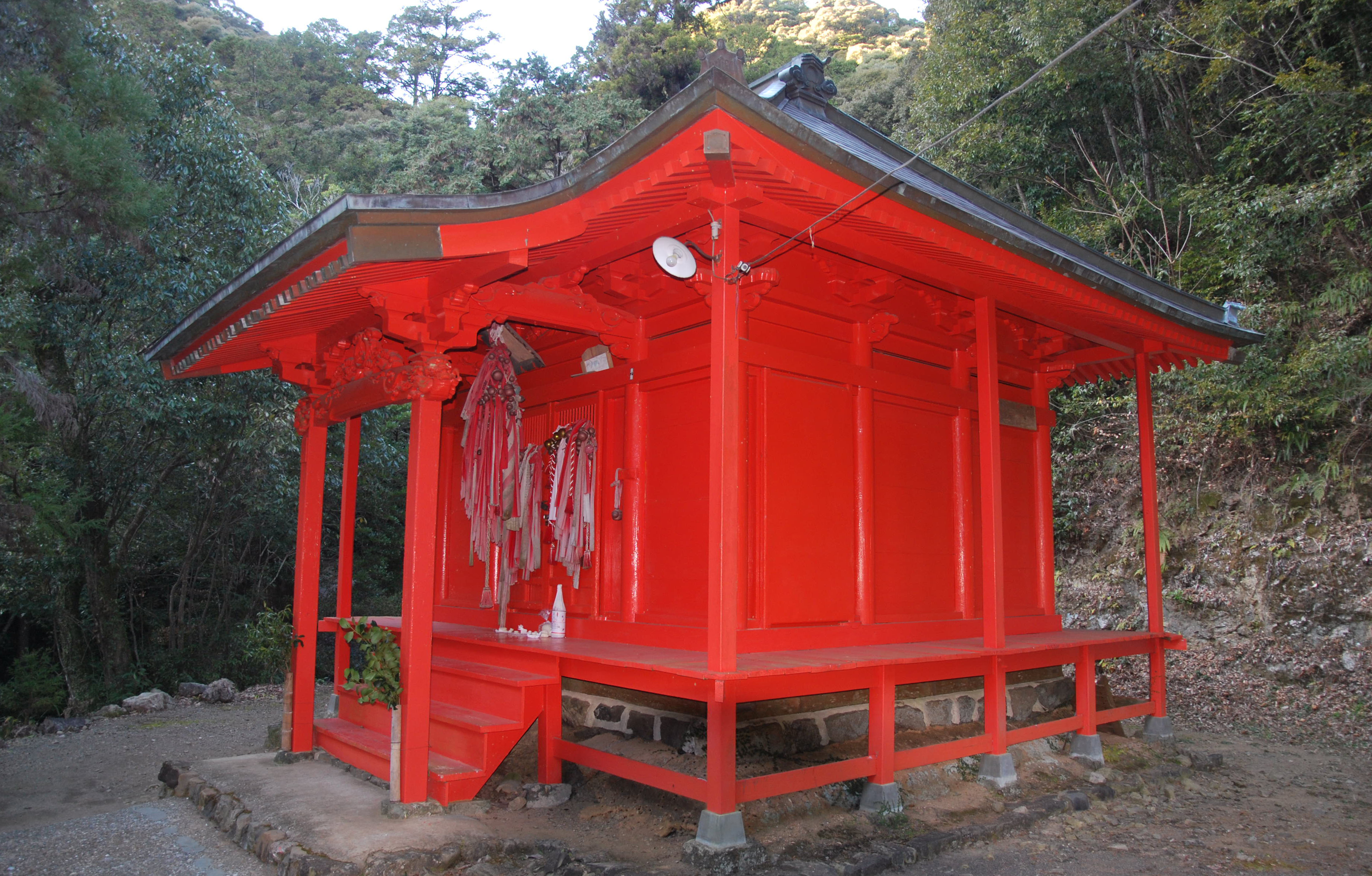
毘沙門堂
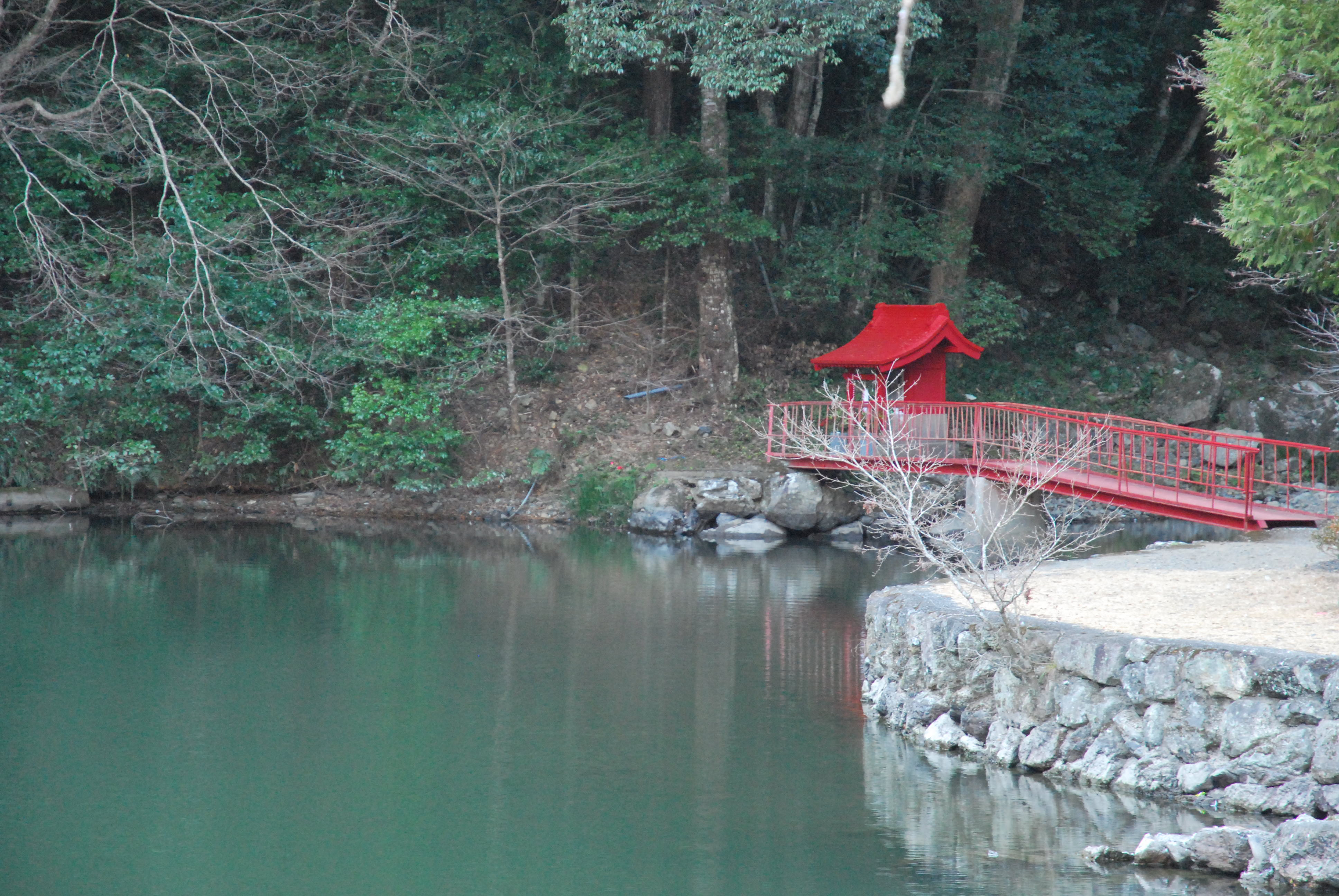
弁天堂
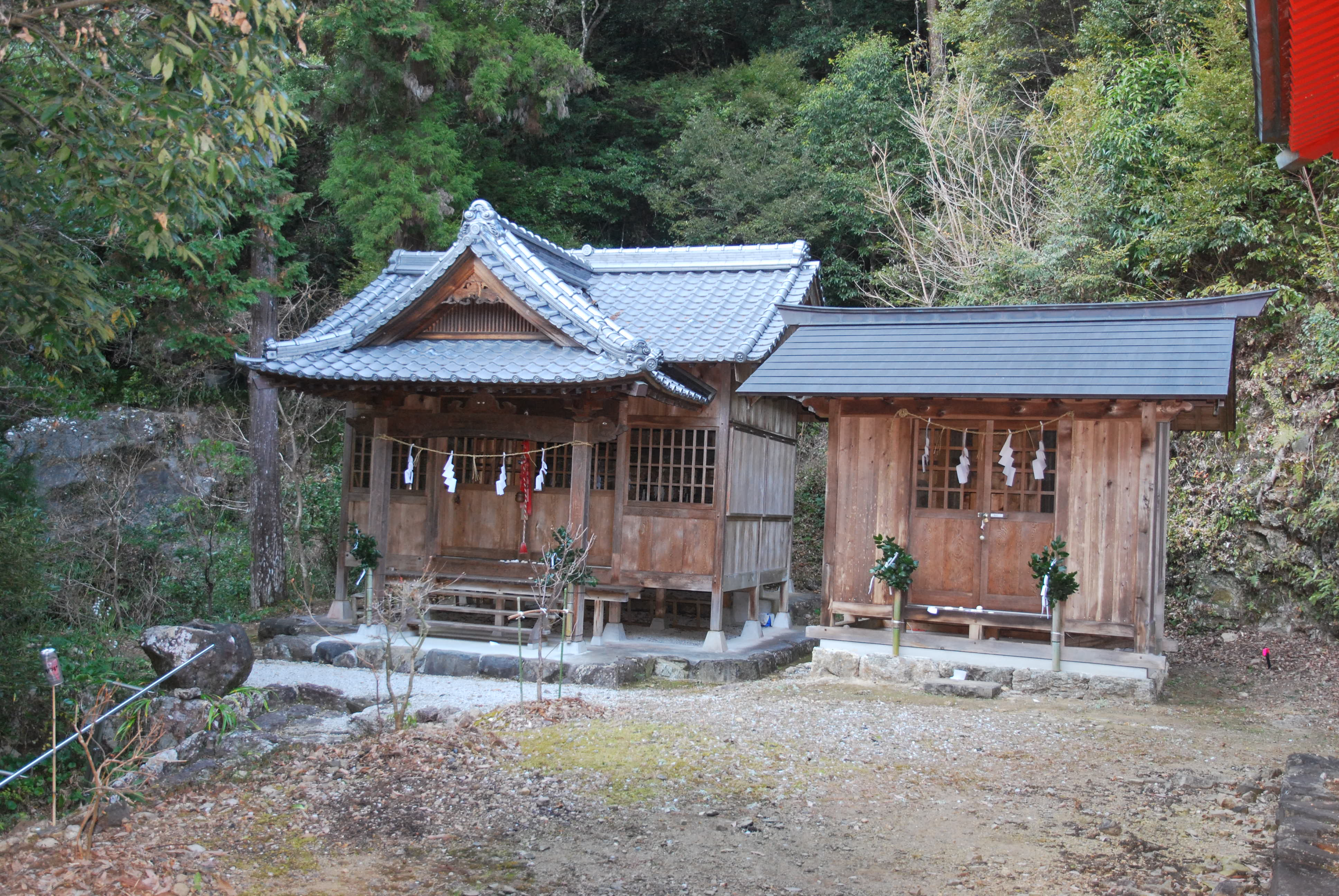
滝本神社
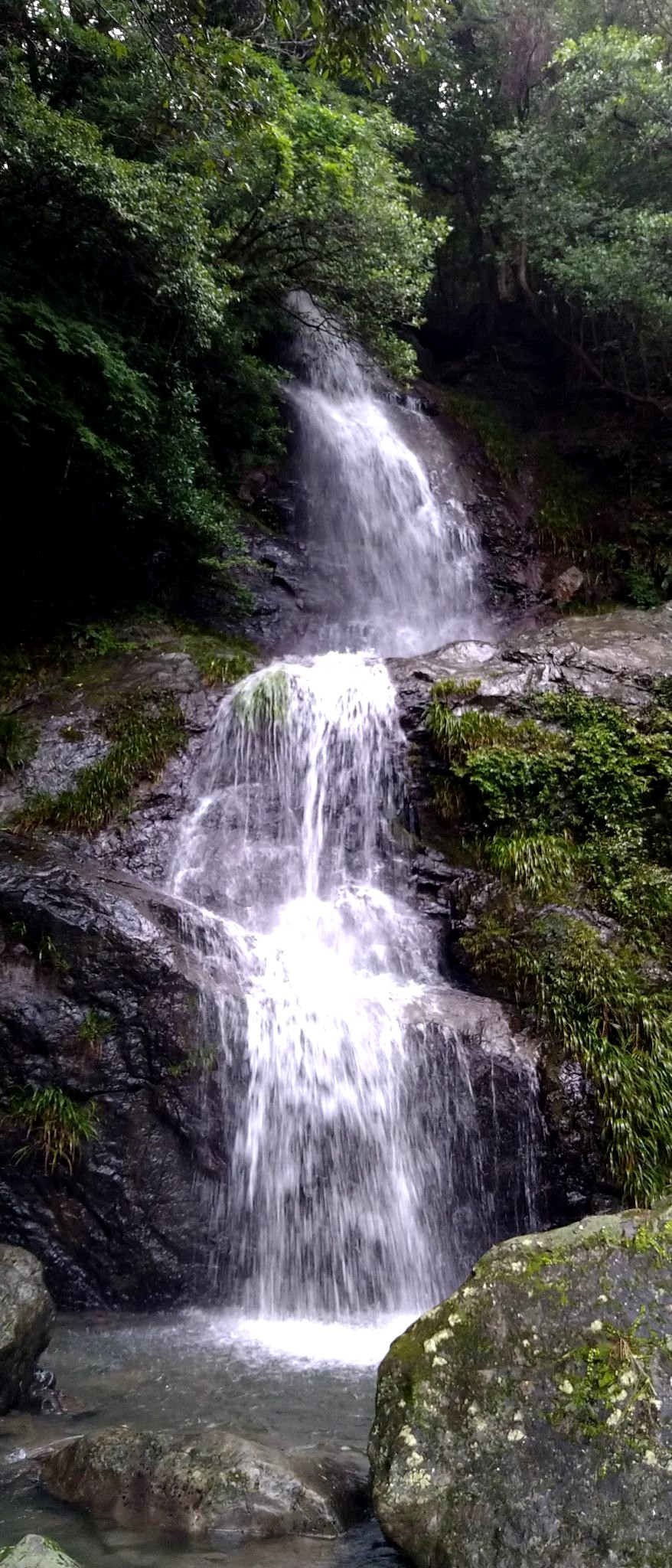
毘沙門の滝

## 前後の札所
四国八十八箇所
28 大日寺 -- (9.3 km)--  29 国分寺 -- (6.9 km)-- 30 善楽寺

## 周辺の関連遺跡
- 土佐国総社（国分総社神社）（土佐総社） - 国府に隣接してあったといわれているが当寺境内の南西に隣接した今の場所に移されている大型の祠。土佐国21社を国庁所在地に勧請して一社にまとめたもので、当初は国分新町の南にあったが1669年（寛文9年）に移された[13]。
- 土佐国分尼寺跡（比江廃寺塔跡） - 讃岐・伊予・阿波の三箇所の国分尼寺は確定され国や県の史跡となっているが、土佐国分尼寺は未だに確定されていない。最も有力なのは比江廃寺塔跡（国指定の史跡）で、国分寺より北東に約2 kmの所にある。比江廃寺の創建は白鳳時代で、その後、全国に国分尼寺が創られたときに国分尼寺に転用され10世紀前半頃に廃絶したとの説もある。塔の心礎のみが残る寺院跡で、その礎石の大きさは縦3.24 m、横2.21 m中央の穴は81 cmであることからその40倍の30mを越える五重塔であったと推測されている[14]。1934年（昭和9年）1月22日指定。
- 土佐国府跡（土佐国衙跡） - 土佐国衙跡として県指定史跡。指定範囲は想定地域で、明確な場所を示す痕跡は発掘されていない[15]。
- 土佐国司館（やかた）跡（紀貫之邸跡） - 紀貫之邸跡とされる。
- 地蔵渡し（地蔵渡し） - 当寺より大日寺方向へ約300 mにあり、1897年（明治30年）に国分橋が掛けられるまで地蔵渡しを徒渉していた。

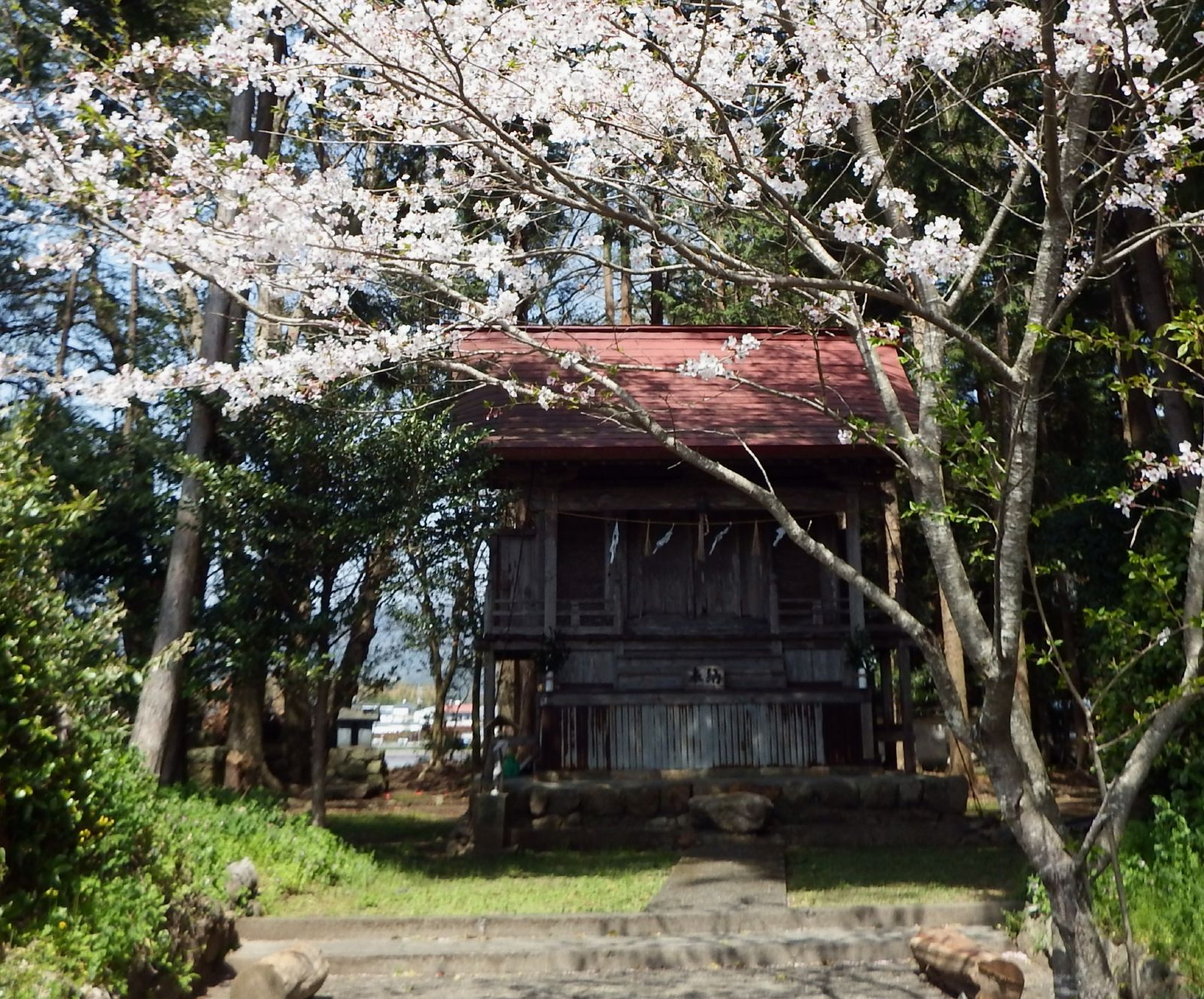
土佐国総社
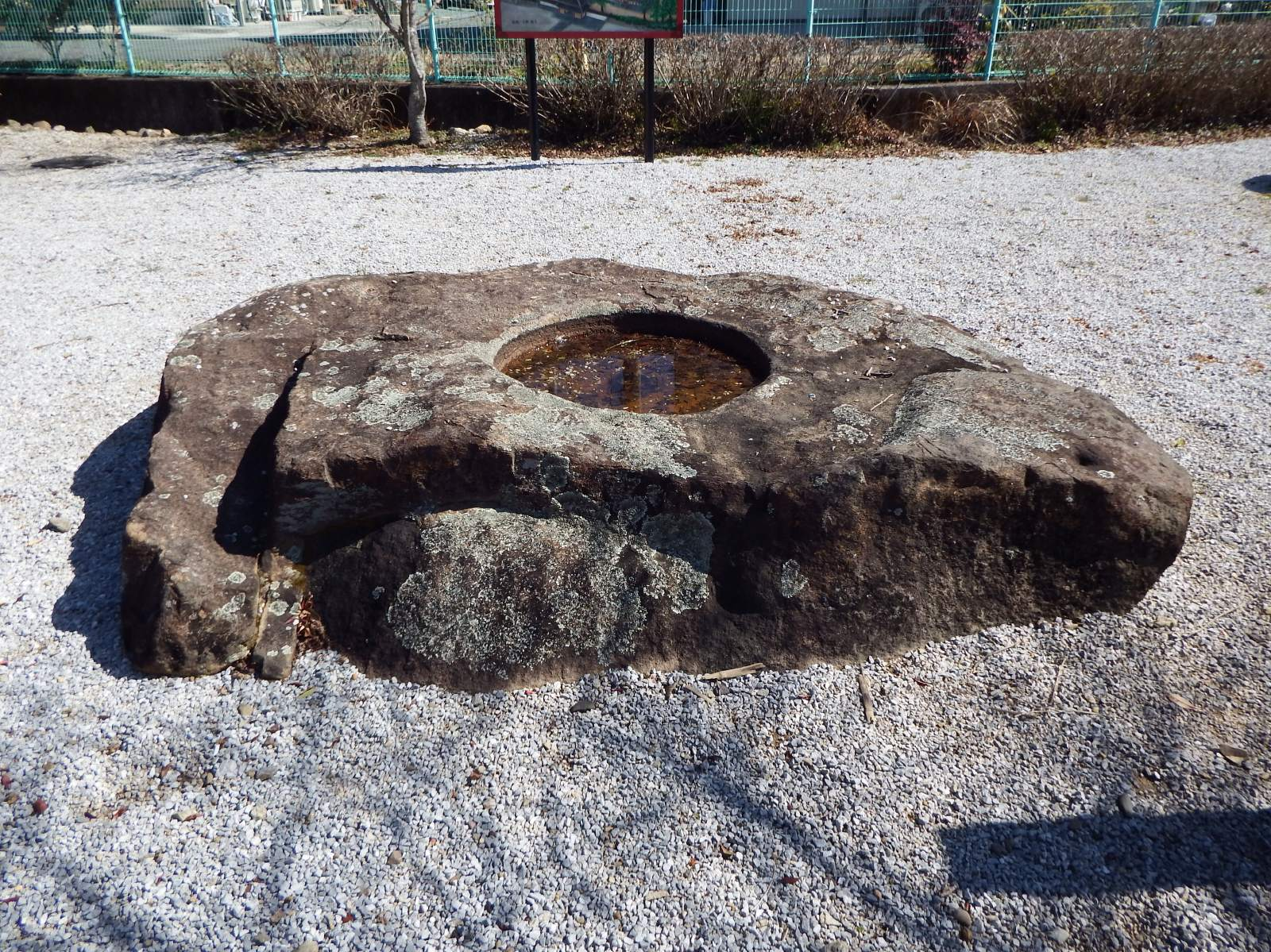
土佐国分尼寺跡（比江廃寺塔の礎石）
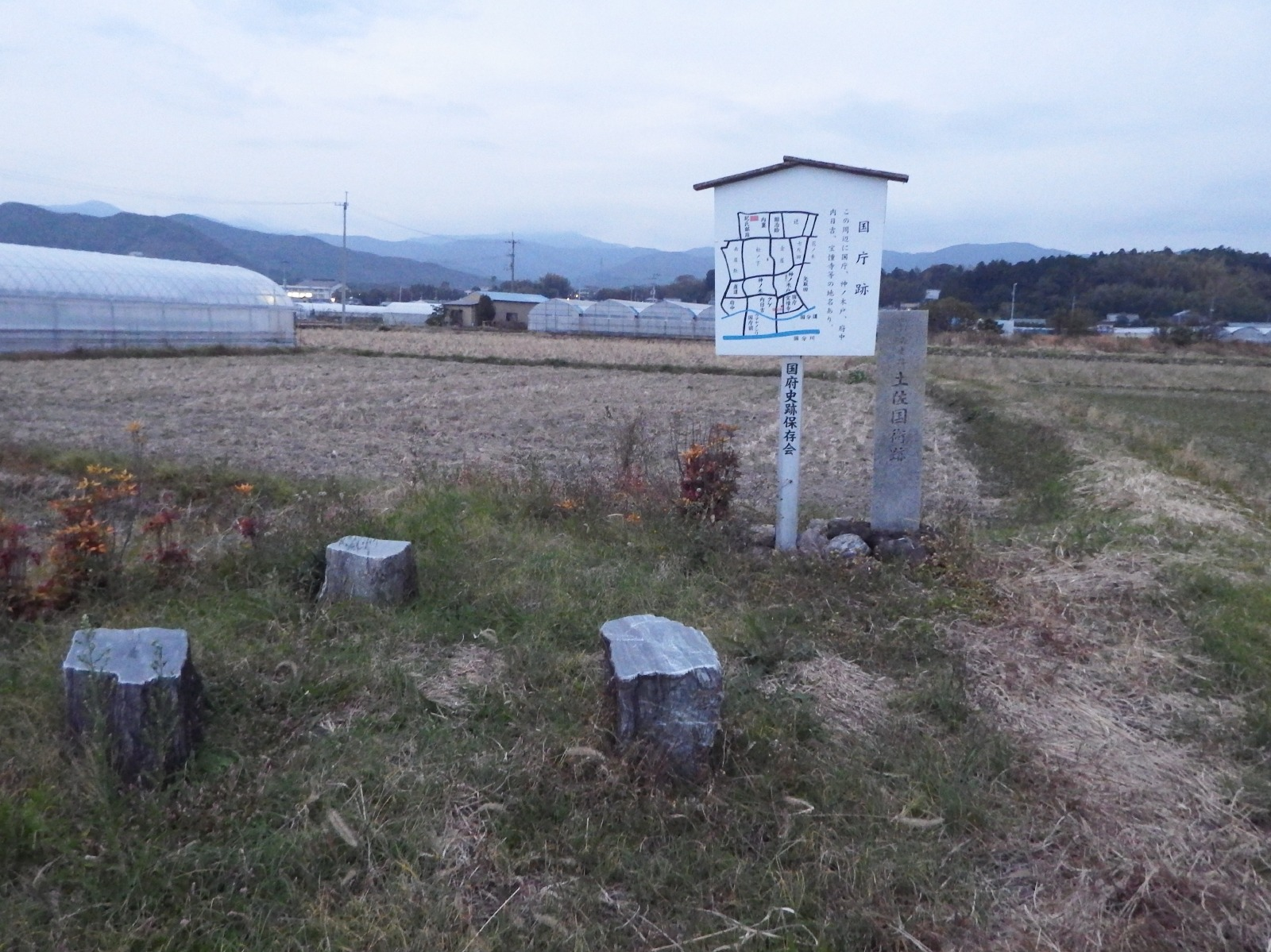
土佐国府跡
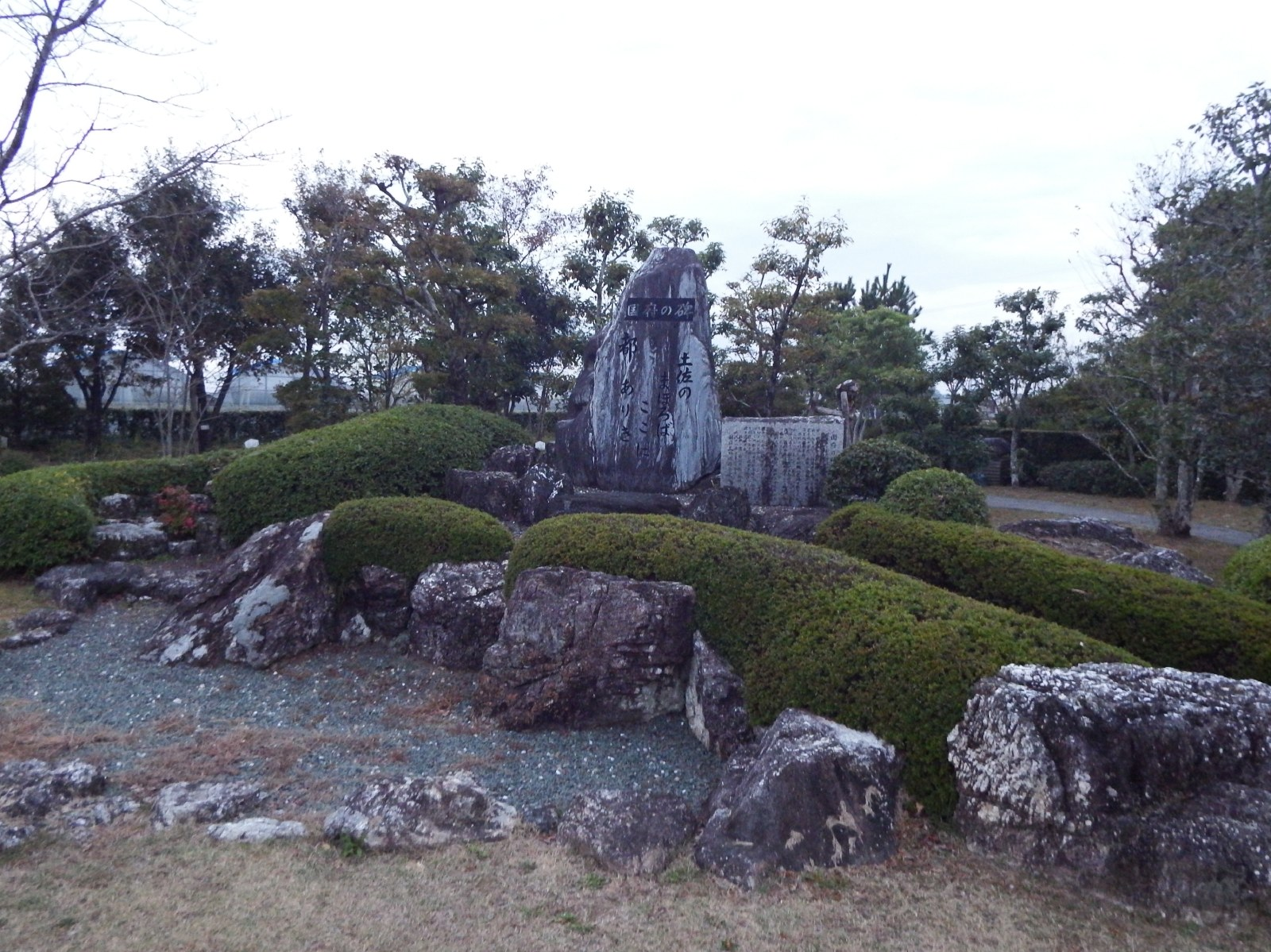
土佐国司館跡
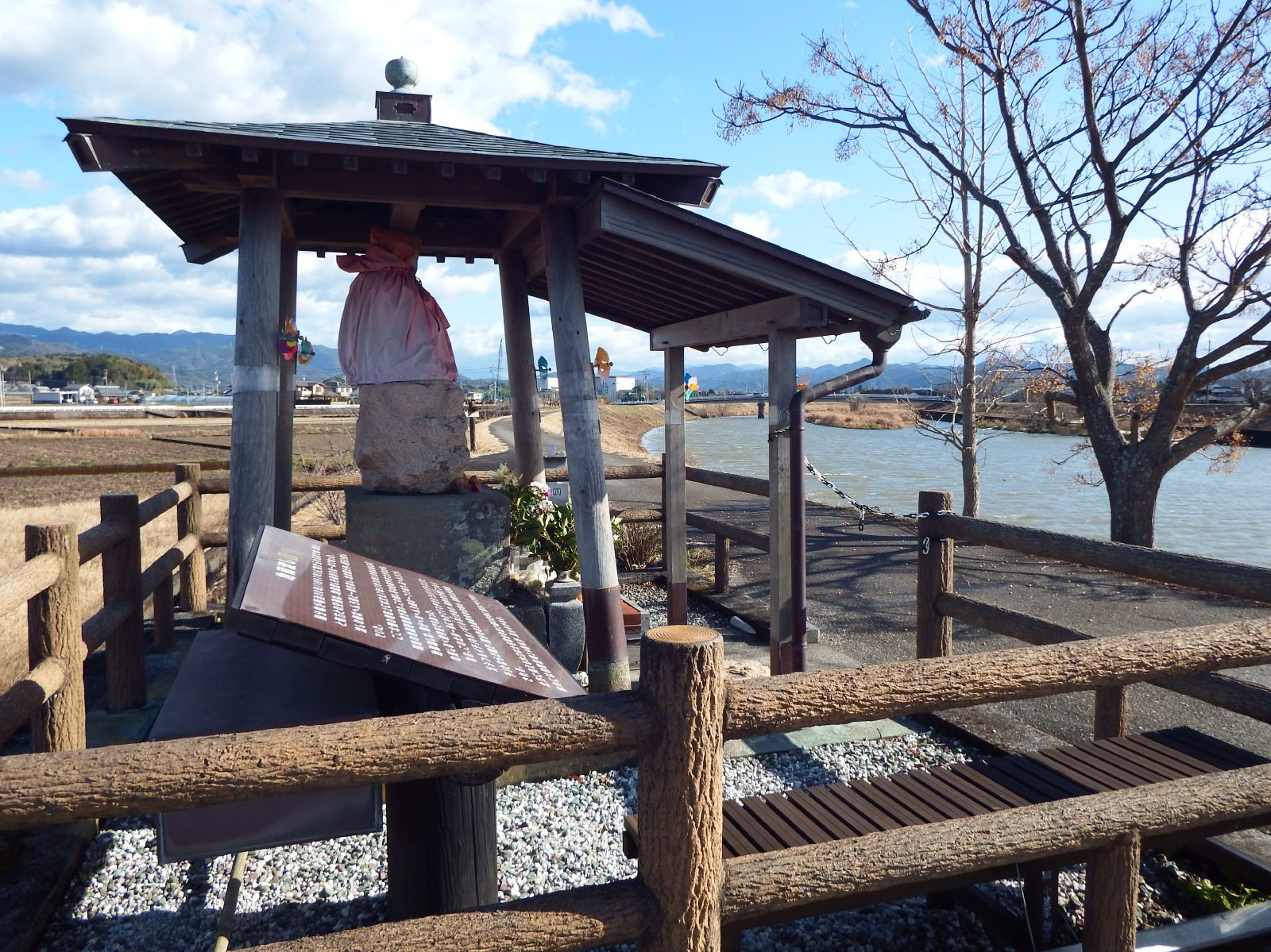
地蔵渡し